# Topoclima
El topoclima o clima local és el clima que afecta sectors molt reduïts de la Terra a causa d'un factor geogràfic diferencial del conjunt de condicions ambientals en què es desenvolupen les comunitats vegetals.
És a dir que el topoclima és l'estudi climàtic referit a una vegetació que es troba en un lloc determinat i subjecte a un clima especial per les característiques geogràfiques que es presenten. Es diferencia del microclima en el fet que l'objecte d'estudi és com afecta el clima a la vegetació.
Per analitzar un topoclima es tenen en compte variables geogràfiques i climàtiques com són: alçada màxima i mínima, percentatge de pendent i direcció del pendent, sòls, temperatura mitjana mensual, precipitació anual, radiació global, evapotranspiració, etc. Existeixen programes informàtics especials per a l'estudi dels topoclimes.